# 老友狗狗 (無綫電視劇)
《老友狗狗》（英語：A Watchdog's Tale；前名《好狗出更》）是香港電視廣播有限公司以狗作為寵物題材拍攝製作的時裝劇集，由馬浚偉、鍾嘉欣、鄭則士及邵美琪領銜主演，並由黃浩然及唐詩詠聯合演出，監製梁材遠。此劇為2009無綫節目精選第二季劇集之一。

## 故事大綱
黎俊升 ( 鄭則士飾 ) 加入警犬隊25年來由領犬員晉升至教官，並計劃好將退休金拿來開一所狗場，為狗隻、狗主提供訓練和玩樂的場地。俊升有一乖巧女兒黎羨如 ( 鍾嘉欣飾 ) 。羨如受父親影響，愛動物如愛人，更赴澳攻讀獸醫。回港後，在一所名獸醫診所工作，深感人們養狗知識有限，立志將照顧狗隻知識廣傳開去，決定加入父親的狗場做駐場獸醫。俊升在徒弟何天佑 ( 黃浩然飾 ) 穿針引線下，向其表哥周用恭 ( 馬浚偉飾 ) 租用地點偏僻的長勝村一幅地開設狗場。一次意外下，用恭被羨如弄得意外受傷，出醜人前，再加上羨如外表不修邊幅，對羨如父女更無好感，與羨如為歡喜冤家。可是，相處日久，用恭漸漸發現羨如可愛之處，頓生好感及追求之意......不過，在羨如眼中，用恭吊兒郎當、對狗沒有愛心，甚至以為他嗜食狗肉而感到極度噁心，拒絕用恭追求......另一方面用恭表弟的天佑一直被長勝村惡霸周偉威 ( 郭峰飾 ) 之女周嘉汶 ( 唐詩詠飾 ) 暗戀，但天佑覺得嘉汶乃時下貪玩少女，避之則吉。及後，天佑發覺嘉汶本質不差，鼓勵她改變自己，嘉汶因愛天佑而努力配合。嘉汶一直希望知道自己的生母是誰，但結果卻是峰迴路轉......嘉汶因事與偉威吵架要離家出走，連偉威送給她的保齡球也帶走，但原來保齡球內藏毒品，偉威遂千方百計誓要奪回毒品......毒販頭目顏大強 ( 麥長青飾 ) 借急病送院途中逃獄，其手下告知毒品在新界一所狗場內，大強誓要取回屬於自己的那袋毒品，率領手下鎖起狗場，將羨如、用恭、俊升、嘉汶、天佑、Bingo、阿黃困在狗場內，要脅偉威交出毒品，否則人狗也一併燒死......

## 演員表

### 黎家
| 演員   | 角色   | 關係 | 暱稱                                                                                  |
| 鄭則士 | 黎俊升 | 警犬訓練督察(已退休) 「狗必理犬舍」老闆 黎羨如之父 Lulu(警犬)之領犬員 蔣天娥之男友 于第20集利用三只狗与蔣天娥说“我爱你”                                                             | Lulu Sir Lulu(黎羨如專用) 肥佬                                                        |
| 鍾嘉欣 | 黎羨如 | 前「羅便臣寵物醫院」獸醫 Dr.Daniel之前助手 「Sammi's Veterinary」寵物醫院老闆 廖永樂、李誦賢上司 黎俊升之女 周用恭之女友，後為其妻 周小如之母 于第19集被颜大强绑架 童年由冼迪琦饰演 | Sammi Dr.Sammi、森美醫生 阿如、赤鱲角、禽獸醫生(周用恭專用) 羨如、Darling(黎俊升專用) |

### 周家（周用恭）
| 演員   | 角色   | 關係 | 暱稱                                                                           |
| 胡志偉 | 周偉傑 | “長勝村”村民 梁亞萍之夫 周用恭之養父 何天佑之姨丈 周妹之好友 年輕時已過世 |                                                                                |
| 程可為 | 梁亞萍 | “長勝村”村民 原為「長嘆村」村民 年輕時至山打根工作 現居「長勝村」 周偉傑之妻 周用恭之養母 何天佑之姨媽 青年由陳嘉露飾演 | 阿萍 萍姐 萍姨                                                                 |
| 馬浚偉 | 周用恭 | 「長勝村」村民 綽號「阿恭」（常被誤為黑社會幫派決策人「阿公」） 梁亞萍、周偉傑之養子 周蕙娟之子 何天佑之表哥（無血缘關係） 周用發之表弟 黎羨如之男友，後為其夫 周小如之父 黎俊升之女婿 陈小龍、陈小虎之好友 阮思思之初戀男友 「公平水電」老闆 蔣天雄之水電師父 阿黃（唐狗）之飼主 於第19集被顏大强威脅 於第20集被颜大强绑架 童年由吴诺弘饰演 | 阿恭 人字拖（黎俊升與黎羨如專用） 恭爺（周帶弟專用）                           |
| 鍾嘉欣 | 黎羨如 | 參見黎家 | Sammi Dr.Sammi 森美醫生 阿如(周用恭專用) 赤鱲角 禽獸醫生 Darling（黎俊升專用） |
| 沈愛琳 | 周小如 | 周用恭、黎羡如之女 黎俊升之外孫女 梁亞萍之養孫女 周蕙娟之孫女 | 小如                                                                           |
| 黃浩然 | 何天佑 | Bingo（警犬）之領犬員 黎俊升前下屬 陳偉材之下屬 周用恭之表弟（無血緣關係） 周嘉汶之男友，後為其夫 梁亞萍之姨甥 周偉威之女婿 於第8集調至新界區重案組警長（SGT66519） | Tinyao 天佑 天佑表弟(周用恭專用)                                               |
| 唐詩詠 | 周嘉汶 | 參見周家（周嘉汶） | Carmen 卡門（周用恭專用） 汶汶（周偉威專用）                                   |

### 周家（周嘉汶）
| 演員   | 角色   | 關係 | 暱稱                                         |
| 郭 峰  | 周偉威 | 周嘉汶之父 「長勝村」居民兼惡霸 阿珠之男友 「海馬酒吧」、「海馬書店」老闆 郭華、陳小虎之大佬兼老闆 鍾成之朋友 于第20集將酒吧改為「海馬書店」 青年由單俊偉飾演 | Cocaine威 周圍威                             |
| 唐詩詠 | 周嘉汶 | 周偉威、阿珠之女 周帶弟之好友 何天佑之女友，後為其妻 高級狗美容師                                                                                             | Carmen 卡門（周用恭專用） 汶汶（周偉威專用） |

### 蔣家
| 演員   | 角色   | 關係 | 暱稱                               |
| 胡 楓  | 蔣應鈞 | 「1元食品」集團創辦人 蔣天雄、蔣天娥之父 馬卓玲之老爺                                                                                    |                                    |
| 李國麟 | 蔣天雄 | 蔣應鈞之子 蔣天娥之兄 周用恭之徒弟 馬卓玲之夫 陳律師之小學舊同學 於第2集綁架蔣天娥勒索港幣1000萬                                         | 熊掌(周用恭專用)                   |
| 呂慧儀 | 馬卓玲 | 警察(毒品調查科督察WIP66349) 表面身分：富商情婦 於20集為蔣天雄之妻 蔣應鈞之媳婦 蔣天娥之大嫂 於第9集租住「長勝村」臥底調查顏大強販毒罪證 | Chi Ling 姣Ling(陳美蓮專用) 风骚玲 |
| 邵美琪 | 蔣天娥 | 蔣應鈞之女 蔣天雄之妹 黎俊升之女友 | 鵝掌(周用恭專用) 娥姐              |
| 冼灝英 | 偉 仔  | 蔣家管家兼司機 |                                    |

### 長勝村
| 演員   | 角色   | 關係 | 暱稱                                                                  |
| 凌禮文 | 周 妹  | 「長勝村」前任村長(于第20集交接給周用發) 周蕙娟之父 周用發、周用恭之阿爺 患有老人癡呆症                                                                       | 七叔公                                                                |
| 郑则士 | 黎俊升 | 「长胜村」村民 参见黎家 | LuLu LuLu Sir                                                         |
| 钟嘉欣 | 黎羡如 | 「长胜村」村民 参见黎家 | Sammi Dr.Sammi Darling(黎俊升專用) 阿如、赤鱲角、禽兽医生(周用恭專用) |
| 郭 峰  | 周偉威 | 周嘉汶之父 「長勝村」居民兼惡霸 阿珠之男友 「海馬酒吧」、「海馬書店」老闆 郭華、陳小虎之大佬兼老闆 鍾成之朋友 于第20集將酒吧改為「海馬書店」 青年由單俊偉飾演 | Cocaine威 周圍威                                                      |
| 唐詩詠 | 周嘉汶 | 「长胜村」村民 参见周家（周嘉汶） | Carmen 卡門(周用恭專用) 汶汶(周偉威專用)                              |
| 马浚伟 | 周用恭 | 「长胜村」村民 参见周家（周用恭） | 阿恭 人字拖 恭爷(周带弟专用)                                          |
| 程可为 | 梁亚萍 | 「长胜村」村民 参见周家（周用恭） | 阿萍 萍姨                                                             |
| 胡志伟 | 周伟杰 | 「长胜村」村民 参见周家（周用恭） |                                                                       |
| 蔣志光 | 周用發 | 「長勝村」現任村長(于第20集與周妹交接) 「發哥士多」老闆 陳美蓮之夫 周妹之孫 周用恭之表哥 曾被陈美莲误会与马卓玲有私情 曾与陈美莲闹离婚                        | 發哥 阿發                                                             |
| 林漪娸 | 陳美蓮 | 「長勝村」村民 「發哥士多」老闆娘 周用發之妻 曾误会周用发与马卓玲有私情 曾与周用发闹离婚                                                                      | 蟹妖蓮 發嫂                                                           |
| 邵美琪 | 蒋天娥 | 「长胜村」村民 黎俊升之女友 表面身份：富家女 混入长胜村为调查其绑架案 参见蒋家                                                                                | 鹅掌(周用恭專用)                                                      |
| 李國麟 | 蒋天雄 | 「长胜村」村民 马卓玲之夫 表面身份：“公平水电”学徒 混入长胜村为阻止蒋天娥调查自己绑架其妹 参见蒋家                                                            | 熊掌(周用恭專用)                                                      |
| 呂慧仪 | 马卓玲 | 「长胜村」村民 蒋天雄之妻 表面身份：富商情妇 混入长胜村调查颜大强贩毒罪证 参见蒋家                                                                            | Chi Ling 姣Ling 风骚玲                                                |
| 張漢斌 | 陳小龍 | 「長勝村」村民 陳小虎之兄 「公平水電」職員 周用恭好友 暗恋周帶弟                                                                                              | 小龍女                                                                |
| 鄭世豪 | 陳小虎 | 「長勝村」村民 陳小龍之弟 周偉威手下 |                                                                       |
| 陳勉良 | 郭 寶  | 「長勝村」村民 郭華、郭榮之父 |                                                                       |
| 郭卓樺 | 郭 華  | 「長勝村」村民 郭寶之長子 郭榮之兄 周偉威手下 |                                                                       |
| 鄭俊弘 | 郭 榮  | 「長勝村」村民 郭寶之次子 郭華之弟 周用恭好友 「公平水電」職員 暗恋周帶弟                                                                                     | 苦榮                                                                  |
| 子明   | 周偉暢 | 「長勝村」村民 趙秋嬋之夫 周帶弟之父 | 暢哥 周圍唱                                                           |
| 劉桂芳 | 趙秋嬋 | 「長勝村」村民 周偉暢之妻 周帶弟之母 | 暢嫂                                                                  |
| 李绮雯 | 周帶弟 | 「長勝村」村民 周偉暢、趙秋嬋之女 周嘉汶好友 陳小龍、郭榮喜歡對象                                                                                             | 阿Dee 大Dee哥                                                         |
| 陳曼娜 | 周蕙娟 | 愛情小說作家(第14集出場) 周妹之女 周用恭之母 周用發之姑姐 阿珠之好友 年輕時由岑寶兒飾演                                                                       | Jennifer 周圍娟                                                       |

### 警察
| 演員   | 角色   | 關係                                                  | 暱稱   |
| 鄺佐輝 | 布英傑 | 鄭志權、鄧偉豪、方俊穎上司 何天佑前上司               |        |
| 胡麒豐 | 鄭志權 | 警察(領犬員) 黎俊升前下屬 何天佑前同事                |        |
| 張智軒 | 鄧偉豪 | 警察(領犬員) 黎俊升前下屬 何天佑前同事                |        |
| 李雨陽 | 方俊穎 | 警察(領犬員) 黎俊升前下屬 何天佑前同事                |        |
| 李鴻杰 | 陳偉材 | 督察(新界區重案組) 何天佑、黃雅文、劉駿亮、于志恆上司 | 陳Sir  |
| 鄧上文 | 黃雅文 | 警察(新界區重案組) 何天佑警校同學兼同事 陳偉材下屬    | Jessie |
| 陳少邦 | 梁駿亮 | 警察(新界區重案組) 陳偉材下屬                         | Ben    |
| 彭冠中 | 志恒   | 警察(新界區重案組) 陳偉材下屬                         | Eric   |
| 紀保羅 | -      | 炸彈現場指揮官(第19集)                                |        |

### 其他演員
| 演員   | 角色       | 關係                                                                                                   | 暱稱        |
| 朱慧敏 | 阮思思     | 患有精神分裂 受蔣天娥委託破壞周用恭、黎羨如感情(第17集) 周用恭初戀女友 襲擊周用恭、黎羨如 于第18集被捕 | Cindy 思思  |
| 麥長青 | 顏大強     | 黑幫大佬 于第19集為搶回裝有毒品可卡因之保齡球綁架黎羨如來威脅周用恭 第20集被起訴                       | 大眼哥 大眼 |
| 黃長興 | 岑祖榮     | 蔣天娥「大西北」生意夥伴 于第20集假扮蔣天娥男友 (客串大結局)                                           | 阿Wing      |
| 張頴康 | 釗哥       | 黑社會小頭目(第1集)                                                                                    |             |
| 楊瑞麟 | Dr. Daniel | 「羅便臣寵物醫院」獸醫 黎羨如前老闆(第1集)                                                             |             |
| 阮 兒  | -          | 「羅便臣寵物醫院」助理護士 黎羨如前同事(第1集)                                                         |             |
| 黃梓暐 | 陳 太      | 「羅便臣寵物醫院」顧客(第1集)                                                                          |             |
| 林敬剛 | 阿 明      | 流浪漢(第1集) 阿水(唐狗)飼主 「狗必理犬舍」職員(第15集)                                                | 明哥        |
| 何啟南 | 掟 彎      | 顏大強手下 于第19集錯綁黎羨如當人質                                                                    |             |
| 邵卓堯 | 爆 炸      | 顏大強手下 于第19集錯綁黎羨如當人質                                                                    |             |
| 王偉樑 | 鍾 成      | 顏大強手下 周偉威好友 第3集誤飲參入可卡因之酒，心臟病發死亡                                            |             |
| 楊英偉 | Dr.Kenny   | 獸醫(第2集)                                                                                            |             |
| 麥皓兒 | -          | 「一元食品」集團狗食推廣Model(第2集)                                                                   |             |
| 陳淑儀 | -          | 「一元食品」集團狗食推廣Model(第2集)                                                                   |             |
| 鄭瑩瑩 | -          | 「一元食品」集團狗食推廣Model(第2集)                                                                   |             |
| 李海生 | 何經理     | 「一元食品」集團經理                                                                                   |             |
| 郭德信 | 黃董事     | 「一元食品」集團董事                                                                                   |             |
| 鄭健樂 | 廖永樂     | 「Sammi's Veterinary」寵物醫院助護 與李誦賢合稱「2R」                                                  |             |
| 黃長發 | 李誦賢     | 「Sammi's Veterinary」寵物醫院助護 與廖永樂合稱「2R」                                                  | Ryan        |
| 趙國東 | -          | 保齡球館肌肉男(第3集)                                                                                  |             |
| 鍾 煌  | -          | 「Pat Line」寵物店店員(第9集)                                                                          |             |
| 蕭凱欣 | -          | 護士(第9集)                                                                                            |             |
| 蔡考藍 | -          | 時裝店店員(第10集)                                                                                     |             |
| 張笑千 | 陳律師     | 蔣天雄小學舊同學 負責處理周用發、陳美蓮離婚案(第10集)                                                  |             |
| 魏惠文 | 趙 生      | 「四眼仔涼茶舖」老闆(第13集)                                                                           | 四眼仔      |
| 曾慧雲 | 紅         | 「四眼仔涼茶舖」老闆娘(第13集) 周偉威前女友                                                            | 趙太        |
| 樂 瞳  | -          | 「四眼仔涼茶舖」店員(第12集)                                                                           |             |
| 王樹熹 | -          | 街邊踢球小孩(第13集)                                                                                   |             |
| 黃 欣  | 阿 珠      | 周偉威女友 周嘉汶之母 周蕙娟好友 生產後已病逝                                                          | 乳名：妹妹  |
| 孫慧雪 | -          | 「海馬酒吧」拳手                                                                                       |             |
| 李美慧 | -          | 「海馬酒吧」拳手                                                                                       |             |
| 文柏姿 | -          | 時裝店售貨店(第18集)                                                                                   |             |
| 曾健明 | 何 生      | 阿黃(唐狗)暫時飼主(第18集)                                                                             |             |

### 狗演員
- 阿　黃，雌性唐狗，主人為周用恭
- Bingo，雄性狼狗，退役警犬，主人為何天佑
- Woody，貴婦狗，主人為蔣天娥

## 涉嫌抄襲事件
劇集播出後，有報章發現指此劇的劇情涉嫌抄襲亞洲電視於2006年底公佈的「亞洲電視節目巡禮2007」的同名劇集《老友狗狗》，該劇主演演員為袁文傑和張文慈，但該劇集並無開拍。
無綫電視其後召開記者會，否認有關指控，更聲言於2007年5月已有此劇初稿，于2008年8月開拍時當時劇名為《好狗出更》。亞視卻聲稱該同名劇集早於2006年9月已籌拍，並於同年底的節目巡禮對外公開，兩方各據一詞。

## 收視
以下為本劇於香港無綫電視翡翠台、高清翡翠台及广州地区之收視紀錄：
| 週次 | 集數      | 日期                        | 平均收視 | 最高收視 | 百分比 | 广州CSM省网收视 | 广州CSM市网收视 | 合计 | 分月收视             |
| 1    | 01-05     | 2009年12月28日-2010年1月1日 | 30點     | 33點     | 89%    | 2.82            | 4.61            | 7.43 | 1-4集7.46 5-20集7.25 |
| 2    | 06-08     | 2010年1月4日-2010年1月6日   | 31點     |          | 89%    | 2.96            | 4.43            | 7.39 | 1-4集7.46 5-20集7.25 |
| 3    | 09-13     | 2010年1月11日-2010年1月15日 | 32點     | 34點     | 89%    | 2.29            | 4.64            | 6.93 | 1-4集7.46 5-20集7.25 |
| 4    | 14-18     | 2010年1月18日-2010年1月22日 | 31點     |          | 89%    | 2.92            | 4.48            | 7.4  | 1-4集7.46 5-20集7.25 |
| 4    | 19(19-20) | 2010年1月23日               | 32點     | 35點     | 90%    | 2.92            | 4.48            | 7.4  | 1-4集7.46 5-20集7.25 |

- 本劇平均收視為31點。

## 反應
- 女主角鍾嘉欣的造型貌似吳尊，受觀眾歡迎，[4]有喜劇天份及演出有新鮮感。[5][6]
- 馬浚偉飾演圍村仔，一改戲路，受到觀眾歡迎。[7]
- 第一季收視冠軍、全年亦為五甲位置。[8]

## 得獎項目
壹電視大獎2010
- 十大電視藝人第六位：鍾嘉欣
- 十大電視節目第八位：老友狗狗

TVB2010年第一季(09年12月至2010年3月播出劇集)收視率冠軍獎(平均收視31點，最高收視達35點)、全年劇集收視前五名